# Tafolla
Tafolla är en ort i Mexiko.   Den ligger i kommunen José Sixto Verduzco och delstaten Michoacán de Ocampo, i den centrala delen av landet, 270 km väster om huvudstaden Mexico City. Tafolla ligger 1 714 meter över havet och antalet invånare är 710.
Terrängen runt Tafolla är kuperad söderut, men norrut är den platt. Runt Tafolla är det ganska tätbefolkat, med 96 invånare per kvadratkilometer. Närmaste större samhälle är Puruándiro, 18,3 km söder om Tafolla. I omgivningarna runt Tafolla växer huvudsakligen savannskog.